# Élection présidentielle panaméenne de 2024
L'élection présidentielle panaméenne de 2024 se déroule le 5 mai 2024 afin d'élire le président de la république du Panama pour un mandat de cinq ans. Des élections législatives et municipales ont lieu simultanément. La constitution du Panama ne permettant pas d'exercer deux mandats consécutifs, le président sortant Laurentino Cortizo n'est pas candidat à sa réélection.
Grand favori du scrutin, le candidat d'opposition José Raúl Mulino l'emporte avec une large avance sur ses concurrents.

## Contexte

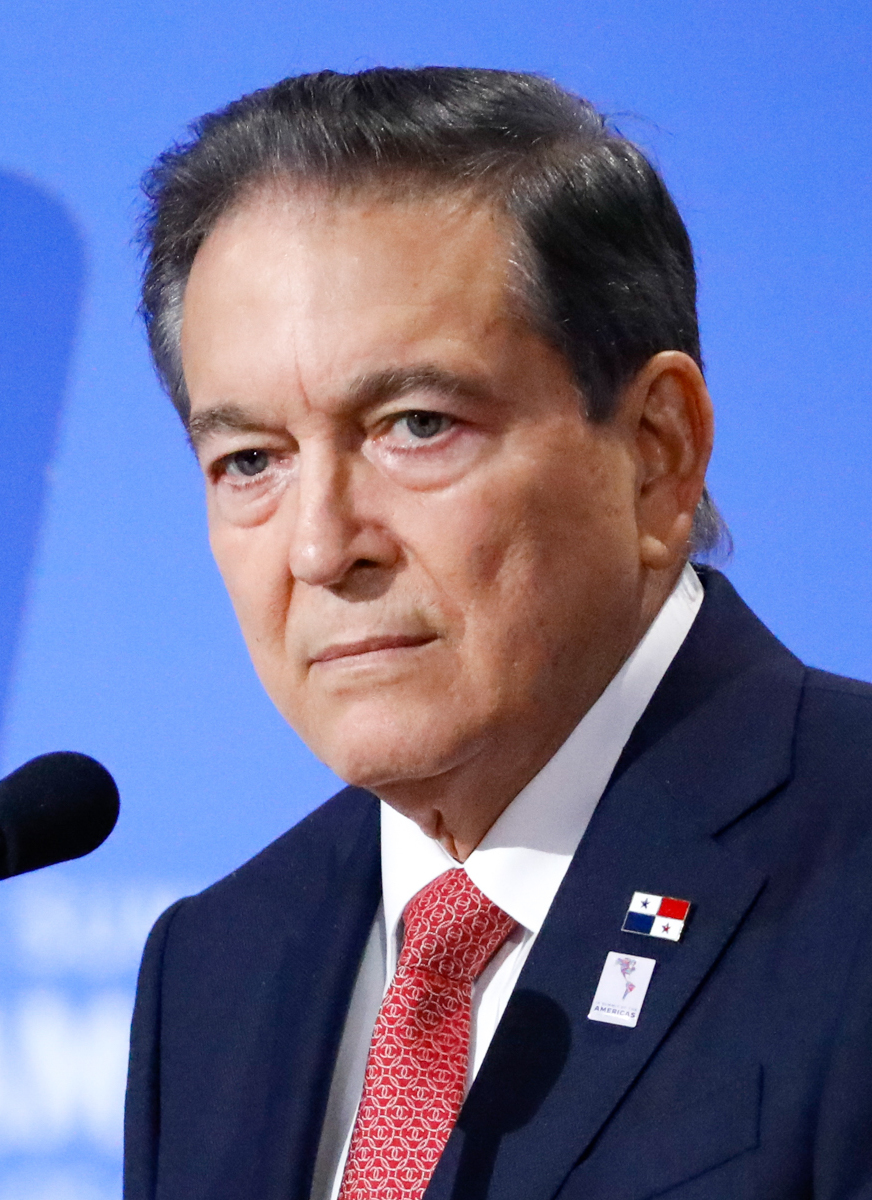
Le président sortant Laurentino Cortizo

L'élection présidentielle de mai 2019 donne lieu à une alternance avec la victoire du candidat du Parti révolutionnaire démocratique (PRD), Laurentino Cortizo, face notamment à celui du Changement démocratique (CD), Rómulo Roux. La défaite de ce dernier intervient néanmoins à l'issue d'un scrutin serré, Cortizo l'emportant avec une avance en deçà de celle attendue au vu des sondages d'opinion. Le nouveau président bénéficie cependant des très bons résultats de son parti aux élections législatives organisées simultanément,.
La constitution de 1972 interdisant les mandats présidentiels consécutifs, Laurentino Cortizo soutient la candidature de José Gabriel Carrizo, lui aussi membre du PRD. Le scrutin est cependant surtout marqué par la condamnation en juillet 2023 de Ricardo Martinelli — ancien président de 2009 à 2014 — à dix ans de prison pour blanchiment d'argent. En tant que candidat désigné du parti Réaliser les objectifs (RM), issu d'une scission de Changement démocratique, Martinelli se trouvait régulièrement en tête des sondages, loin devant Carrizo. Sa condamnation étant assortie d'une peine d'inéligibilité, il est contraint de se retirer au profit de son colistier, José Raúl Mulino, avant de trouver refuge dans l'ambassade nicaraguayenne qui lui offre l'asile politique,,,. Devenu à son tour favori des sondages, Mulino fait notamment campagne en promettant de fermer la région du Darién au passage des migrants d'Amérique du Sud en route vers les États-Unis.
Rómulo Roux se porte quant à lui à nouveau candidat sous la bannière de Changement démocratique. Fin septembre 2023, il reçoit le soutien du candidat du Parti panamiste, José Isabel Blandón, qui se désiste en sa faveur et devient son colistier pour la vice-présidence.

## Mode de scrutin
Le président panaméen est élu au scrutin uninominal majoritaire à un tour pour un mandat de cinq ans renouvelable une seule fois, mais pas de manière consécutive. Chaque candidat à la présidence se présente avec un colistier, lui même candidat à la vice-présidence. En cas de décès ou d'empêchement du président, son vice-président le remplace jusqu'au terme de son mandat.
Pour être président ou vice-président de la république du Panama, il est nécessaire de posséder la nationalité panaméenne de naissance et d'être âgé de trente-cinq ans minimum.

## Sondages

Moyenne lissée des sondages

## Résultats
|                          | José Raúl Mulino Sans colistier         | RM                       | 778 772   | 34,23 |  |  |
|                          | Ricardo Lombana Michael Chen            | MOCA                     | 559 432   | 24,59 |  |  |
|                          | Martín Torrijos Rosario Turner          | PP                       | 364 576   | 16,03 |  |  |
|                          | Rómulo Roux José Isabel Blandón         | CD                       | 258 818   | 11,38 |  |  |
|                          | Zulay Rodríguez Athenas Athanasiadis    | Indépendante             | 150 338   | 6,61  |  |  |
|                          | José Gabriel Carrizo Camilo Alleyne     | PRD                      | 133 791   | 5,88  |  |  |
|                          | Maribel Gordón Richard Morales          | Indépendante             | 24 531    | 1,08  |  |  |
|                          | Melitón Arrocha Aida Michelle de Maduro | PAIS                     | 4 660     | 0,20  |  |  |
|                          |                                         |                          |           |       |  |  |
| Votes valides            | Votes valides                           | Votes valides            | 2 274 918 | 97,53 |  |  |
| Votes nuls               | Votes nuls                              | Votes nuls               | 38 544    | 1,65  |  |  |
| Votes blancs             | Votes blancs                            | Votes blancs             | 19 101    | 0,82  |  |  |
| Total                    | Total                                   | Total                    | 2 332 563 | 100   |  |  |
| Abstention               | Abstention                              | Abstention               | 671 520   | 32,35 |  |  |
| Inscrits / participation | Inscrits / participation                | Inscrits / participation | 3 004 083 | 77,65 |  |  |

## Analyse

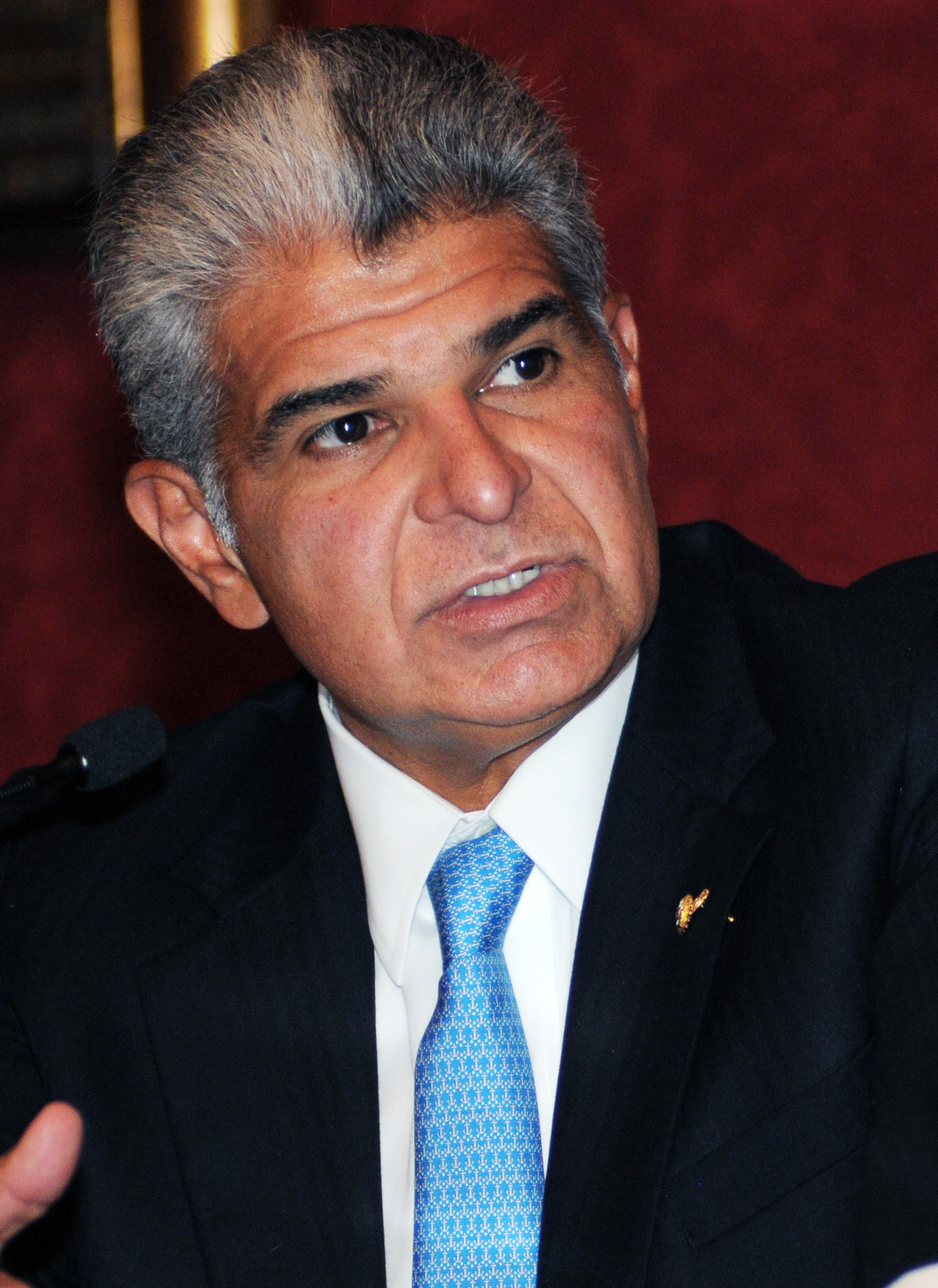
José Raúl Mulino

Comme attendu dans les sondages, le scrutin aboutit à une alternance avec la large victoire de José Raúl Mulino. Ce dernier déclare accueillie les résultats « avec responsabilité et humilité ». S'il se rend immédiatement après le vote à l'ambassade nicaraguayenne où il retrouve avec embrassades Ricardo Martinelli, le président élu se défend de tout lien de subordination à son ancien colistier, déclarant n'être « la marionnette de personne ». Il reçoit rapidement les félicitations de Ricardo Lombana, suivi de celles de Martín Torrijos et Rómulo Roux. Sa prise de fonction est fixée au 1er juillet,.
José Raúl Mulino l'emporte ainsi malgré ses liens très resserrés avec un ancien président condamné pour corruption, ce dernier ayant conservé une popularité élevé du fait d'une bonne gestion de l'économie et l'élargissement du canal de Panama achevé sous son mandat. Martinelli garde ainsi l'image d'un président « qui a triché mais qui a agi ». Son obtention d'une grâce présidentielle est ainsi largement attendue, celui-ci s'était pleinement engagé en la faveur de Molino lors d'une campagne menée sous le slogan « Mulino est Martinelli »,.
L'élection marque par ailleurs le déclin des deux partis historiques, le Parti révolutionnaire démocratique et Parti panamiste, aucun des deux ne voyant son candidat l'emporter. Le parti Réaliser les objectifs (RM) de José Raúl Mulino arrive ainsi en tête des élections législatives organisées le même jour, mais ne dispose avec son allié, le Parti de l'alliance (A), que de 15 sièges sur 71. Alors que le PRD était parvenu en 2019 à décrocher seul la majorité absolue des sièges, la nouvelle Assemblée nationale élue fait ainsi l'objet d'un important morcellement parlementaire, doublé de l'élection de nombreux candidats indépendants.